# یورکووو (شهرستان گیژتسکو)
یورکووو (به لاتین: Jurkowo) یک روستا در لهستان است که در گمینا کروکلانکی واقع شده‌است. یورکووو ۱۷۰ نفر جمعیت دارد.